# Anais, Charente-Maritime

Anais este o comună în departamentul Charente-Maritime, Franța. În 1 ianuarie 2022 avea o populație de 318 de locuitori.